# Kollasmosoma platamonense
Kollasmosoma platamonense är en stekelart som först beskrevs av Trevor Huddleston 1976.  Kollasmosoma platamonense ingår i släktet Kollasmosoma och familjen bracksteklar. Inga underarter finns listade i Catalogue of Life.